# روبرت بار
روبرت بار (بالإنجليزية: Robert Parr)‏ هو كيميائي أمريكي، ولد في 22 سبتمبر 1921 في شيكاغو في الولايات المتحدة، وتوفي في 27 مارس 2017 في تشابل هيل في الولايات المتحدة.